# VM i badminton
Verdensmesterskaberne i badminton er afviklet siden 1977 og arrangeres af Badminton World Federation (BWF). Det første VM blev afholdt i Malmö i 1977, og indtil 1983 blev mesterskabet afviklet hvert tredje år. Herefter blev det afviklet hvert andet år, men siden 2005 har BWF arrangeret VM hvert år bortset fra i olympiske år.
Der kåres verdensmestre i fem rækker:
- Herresingle
- Damesingle
- Herredouble
- Damedouble
- Mixed double

## Mesterskaber, værtsbyer og vindere
| VM      | Værtsby      | Verdensmestre   | Verdensmestre     | Verdensmestre                   | Verdensmestre                  | Verdensmestre                       |
| VM      | Værtsby      | Herresingle     | Damesingle        | Herredouble                     | Damedouble                     | Mixed double                        |
| ------- | ------------ | --------------- | ----------------- | ------------------------------- | ------------------------------ | ----------------------------------- |
| VM 1977 | Malmö        | Flemming Delfs  | Lene Køppen       | Tjun Tjun Johan Wahjudi         | Etsuko Toganoo Erniko Ueno     | Lene Køppen Steen Skovgaard         |
| VM 1980 | Jakarta      | Rudy Hartono    | Verawaty Wiharjo  | Ade Chandra Christian Hardinata | Nora Perry Jane Webster        | Imelda Wiguno Christian Hardinata   |
| VM 1983 | København    | Icuk Sugiarto   | Li Lingwei        | Steen Fladberg Jesper Helledie  | Lin Ying Wu Dixi               | Nora Perry Thomas Kihlström         |
| VM 1985 | Calgary      | Han Jian        | Han Aiping        | Park Joo-bong Kim Moon-soo      | Han Aiping Li Lingwei          | Yoo Sang-Hee Park Joo-bong          |
| VM 1987 | Beijing      | Yang Yang       | Han Aiping        | Li Yongbo Tian Bingyi           | Lin Ying Guan Weizhen          | Shi Fangjing Wang Pengren           |
| VM 1989 | Jakarta      | Yang Yang       | Li Lingwei        | Li Yongbo Tian Bingyi           | Lin Ying Guan Weizhen          | Chung Myung-Hee Park Joo-bong       |
| VM 1991 | København    | Zhao Jianhua    | Tang Jiuhong      | Park Joo-bong Kim Moon-soo      | Guan Weizhen Nong Qunhua       | Chung Myung-Hee Park Joo-bong       |
| VM 1993 | Birmingham   | Joko Suprianto  | Susi Susanti      | Ricky Subagja Rudy Gunawan      | Nong Qunhua Zhou Lei           | Cathrine Bengtsson Thomas Lund      |
| VM 1995 | Lausanne     | Arbi Heryanto   | Ye Zhaoying       | Rexy Mainaky Ricky Subagja      | Gil Young-Ah Jang Hye-Ock      | Marlene Thomsen Thomas Lund         |
| VM 1997 | Glasgow      | Peter Rasmussen | Ye Zhaoying       | Candra Wijaya Budarto Sigit     | Ge Fei Gu Jun                  | Ge Fei Liu Yong                     |
| VM 1999 | København    | Sun Jun         | Camilla Martin    | Ha Tae-Kwon Kim Dong-Moon       | Ge Fei Gu Jun                  | Ra Kyung-Min Kim Dong-Moon          |
| VM 2001 | Sevilla      | Hendrawan       | Gong Ruina        | Tony Gunawan Halim Haryanto     | Gao Ling Huang Sui             | Gao Ling Zhang Jun                  |
| VM 2003 | Birmingham   | Xia Xuanze      | Zhang Ning        | Lars Paaske Jonas Rasmussen     | Gao Ling Huang Sui             | Ra Kyung-Min Kim Dong-Moon          |
| VM 2005 | Anaheim      | Taufik Hidayat  | Xie Xingfang      | Tony Gunawan Howard Bach        | Yang Wei Zhang Jiewen          | Lilyana Natsir Nova Widianto        |
| VM 2006 | Madrid       | Lin Dan         | Xie Xingfang      | Fu Haifeng Cai Yun              | Gao Ling Huang Sui             | Gail Emms Nathan Robertson          |
| VM 2007 | Kuala Lumpur | Lin Dan         | Zhu Lin           | Markis Kido Hendra Setiawan     | Yang Wei Zhang Jiewen          | Lilyana Natsir Nova Widianto        |
| VM 2009 | Hyderabad    | Lin Dan         | Lu Lan            | Cai Yun Fu Haifeng              | Zhang Yawen Zhao Tingting      | Thomas Laybourn Kamilla Rytter Juhl |
| VM 2010 | Paris        | Chen Jin        | Wang Lin          | Cai Yun Fu Haifeng              | Du Jing Yu Yang                | Zheng Bo Ma Jin                     |
| VM 2011 | London       | Lin Dan         | Wang Yihan        | Cai Yun Fu Haifeng              | Wang Xiaoli Yu Yang            | Zhang Nan Zhao Yunlei               |
| VM 2013 | Guangzhou    | Lin Dan         | Ratchanok Intanon | Mohammad Ahsan Hendra Setiawan  | Wang Xiaoli Yu Yang            | Tontowi Ahmad Liliyana Natsir       |
| VM 2014 | København    | Chen Long       | Carolina Marín    | Ko Sung-Hyun Shin Baek-Chol     | Tian Qing Zhao Yunlei          | Zhang Nan Zhao Yunlei               |
| VM 2015 | Jakarta      | Chen Long       | Carolina Marín    | Mohammad Ahsan Hendra Setiawan  | Tian Qing Zhao Yunlei          | Zhang Nan Zhao Yunlei               |
| VM 2017 | Glasgow      | Viktor Axelsen  | Nozomi Okuhara    | Liu Cheng Zhang Nan             | Chen Qingchen Jia Yifan        | Tontowi Ahmad Liliyana Natsir       |
| VM 2018 | Nanjing      | Kento Momota    | Carolina Marín    | Li Junhui Liu Yuchen            | Mayu Matsutomo Wakana Nagahara | Zheng Siwei Huang Yaqiong           |
| VM 2019 | Basel        | Kento Momota    | Pursala V. Sindhu | Mohammad Ahsan Hendra Setiawan  | Mayu Matsutomo Wakana Nagahara | Zheng Siwei Huang Yaqiong           |
| VM 2021 | Huelva       | Loh Kean Yew    |                   |                                 |                                |                                     |
| VM 2022 | Tokyo        | Viktor Axelsen  |                   |                                 |                                |                                     |
| VM 2023 | København    |                 |                   |                                 |                                |                                     |
| VM 2025 | Paris        |                 |                   |                                 |                                |                                     |

## Medaljevindere

### Herresingle
| VM   | Guld                | Sølv             | Bronze                 | Bronze                 |
| ---- | ------------------- | ---------------- | ---------------------- | ---------------------- |
| 1977 | Flemming Delfs (1)  | Svend Pri        | Iie Sumirat            | Thomas Kihlström       |
| 1980 | Rudy Hartono (1)    | Liem Swie King   | Hadiyanto              | Lius Pongoh            |
| 1983 | Icuk Sugiarto (1)   | Liem Swie King   | Prakash Paukone        | Han Jian               |
| 1985 | Han Jian (1)        | Morten Frost     | Jens Peter Nierhoff    | Yang Yang              |
| 1987 | Yang Yang (1)       | Morten Frost     | Zhao Jianhua           | Icuk Sugiarto          |
| 1989 | Yang Yang (2)       | Ardy Wiranata    | Icuk Sugiarto          | Eddy Kurniawan         |
| 1991 | Zhao Jianhua (1)    | Alan Budikusuma  | Ardy Wiranata          | Liu Jun                |
| 1993 | Joko Suprianto (1)  | Hermawan Susanto | Thomas Stuer-Lauridsen | Ardy Wiranata          |
| 1995 | Heryanto Arbi (1)   | Park Sung-Woo    | Poul-Erik Høyer Larsen | Thomas Stuer-Lauridsen |
| 1997 | Peter Rasmussen (1) | Sun Jun          | Heryanto Arbi          | Poul-Erik Høyer Larsen |
| 1999 | Sun Jun (1)         | Fung Permadi     | Peter Gade             | Poul-Erik Høyer Larsen |
| 2001 | Hendrawan (1)       | Peter Gade       | Taufik Hidayat         | Chen Hong              |
| 2003 | Xia Xuanze (1)      | Wong Choong Hann | Shon Seung-Mo          | Bao Chunlai            |
| 2005 | Taufik Hidayat (1)  | Lin Dan          | Peter Gade             | Lee Chong Wei          |
| 2006 | Lin Dan (1)         | Bao Chunlai      | Chen Hong              | Lee Hyun-Il            |
| 2007 | Lin Dan (2)         | Sony Dwi Kuncoro | Bao Chunlai            | Chen Yu                |
| 2009 | Lin Dan (3)         | Chen Jin         | Taufik Hidayat         | Sony Dwi Kuncoro       |
| 2010 | Chen Jin (1)        | Taufik Hidayat   | Park Sung-Hwan         | Peter Gade             |
| 2011 | Lin Dan (4)         | Lee Chong Wei    | Chen Jin               | Peter Gade             |
| 2013 | Lin Dan (5)         | Lee Chong Wei    | Du Pengyu              | Nguyễn Tiến Minh       |
| 2014 | Chen Long (1)       | Ingen            | Viktor Axelsen         | Tommy Sugiarto         |
| 2015 | Chen Long (2)       | Lee Chong Wei    | Kento Momota           | Jan Ø. Jørgensen       |
| 2017 | Viktor Axelsen (1)  | Lin Dan          | Son Wan-Ho             | Chen Long              |
| 2018 | Kento Momota (1)    | Shi Yugi         | Daren Liew             | Chen Long              |
| 2019 | Kento Momota (2)    | Anders Antonsen  | B. Sai Preneeth        | K. Wangcharoen         |

#### Nationsfordeling 1977-2019
| Land       | Guld | Sølv | Bronze | Total |
| ---------- | ---- | ---- | ------ | ----- |
| Kina       | 14   | 6    | 13     | 33    |
| Indonesien | 6    | 7    | 13     | 26    |
| Danmark    | 3    | 5    | 12     | 20    |
| Japan      | 2    | -    | 1      | 3     |
| Malaysia   | -    | 4    | 2      | 6     |
| Sydkorea   | -    | 1    | 4      | 5     |
| Taiwan     | -    | 1    | -      | 1     |
| Indien     | -    | -    | 2      | 2     |
| Sverige    | -    | -    | 1      | 1     |
| Thailand   | -    | -    | 1      | 1     |
| Vietnam    | -    | -    | 1      | 1     |

### Damesingle
| VM   | Guld                       | Sølv                   | Bronze          | Bronze                 |
| ---- | -------------------------- | ---------------------- | --------------- | ---------------------- |
| 1977 | Lene Køppen (1)            | Gillian Gilks          | Hiroe Yuki      | Margaret Lockwood      |
| 1980 | Verawaty Wiharjo (1)       | Ivana Lie              | Lene Køppen     | Taty Sumirah           |
| 1983 | Li Lingwei (1)             | Han Aiping             | Helen Troke     | Zhang Ailing           |
| 1985 | Han Aiping (1)             | Wu Jianqui             | Li Lingwei      | Zheng Yuli             |
| 1987 | Han Aiping (2)             | Li Lingwei             | Zheng Yuli      | Gu Jiaming             |
| 1989 | Li Lingwei (2)             | Huang Hua              | Tang Jiuhong    | S. Kusumawardhani      |
| 1991 | Tang Jiuhong (1)           | S. Kusumawardhani      | Susi Susanti    | Lee Heung-Soon         |
| 1993 | Susi Susanti (1)           | Bang Soo-Hyun          | Ye Zhaoying     | Tang Jiuhong           |
| 1995 | Ye Zhaoying (1)            | Han Jingna             | Susi Susanti    | Bang Soo-Hyun          |
| 1997 | Ye Zhaoying (2)            | Gong Zhichao           | Han Jingna      | Wang Chen              |
| 1999 | Camilla Martin (1)         | Dai Yun                | Gong Ruina      | Mette Sørensen         |
| 2001 | Gong Ruina (1)             | Zhou Mi                | Gong Zhichao    | Zhang Ning             |
| 2003 | Zhang Ning (1)             | Gong Ruina             | Zhou Mi         | Mia Audina             |
| 2005 | Xie Xingfang (1)           | Zhang Ning             | Xu Huaiwen      | Cheng Shao-Chieh       |
| 2006 | Xie Xingfang (2)           | Zhang Ning             | Xu Huaiwen      | Petra Overzier         |
| 2007 | Zhu Lin (1)                | Wang Chen              | Lu Lan          | Zhang Ning             |
| 2009 | Lu Lan (1)                 | Xie Xingfang           | Wang Lin        | Pi Hongyan             |
| 2010 | Wang Lin (1)               | Wang Xin               | Tine Rasmussen  | Wang Shixian           |
| 2011 | Wang Yihan (1)             | Cheng Shao-Chieh       | Juliane Schenk  | Wang Xin               |
| 2013 | Ratchanok Intanon (1)      | Li Xuerui              | Bae Youn-Joo    | Pusarla Venkata Sindhu |
| 2014 | Carolina Marín (1)         | Li Xuerui              | Minatsu Mitarni | Pusarla Venkata Sindhu |
| 2015 | Carolina Marín (2)         | Saina Nehwal           | Sung Ji-Hyun    | Lindaweni Fanetri      |
| 2017 | Nozomi Okuhara (1)         | Pursala Venkata Sindhu | Chen Yufei      | Saina Nehwal           |
| 2018 | Carolina Marín (3)         | Pursala Venkata Sindhu | Bingjiao He     | Akana Yamaguchi        |
| 2019 | Pursala Venkata Sindhu (1) | Nozomi Okuhara         | Chen Yufei      | Ratchanok Intanon      |

#### Nationsfordeling 1977-2019
| Land       | Guld | Sølv | Bronze | Total |
| ---------- | ---- | ---- | ------ | ----- |
| Kina       | 15   | 15   | 22     | 52    |
| Spanien    | 3    | -    | -      | 3     |
| Indonesien | 2    | 2    | 5      | 9     |
| Danmark    | 2    | -    | 3      | 5     |
| Indien     | 1    | 3    | 3      | 7     |
| Japan      | 1    | 1    | 3      | 5     |
| Thailand   | 1    | -    | 1      | 2     |
| Sydkorea   | -    | 1    | 4      | 5     |
| England    | -    | 1    | 2      | 3     |
| Taiwan     | -    | 1    | 1      | 2     |
| Hongkong   | -    | 1    | -      | 1     |
| Tyskland   | -    | -    | 4      | 4     |
| Frankrig   | -    | -    | 1      | 1     |
| Holland    | -    | -    | 1      | 1     |

### Herredouble
| VM   | Guld                                   | Sølv                              | Bronze                                              | Bronze                            |
| ---- | -------------------------------------- | --------------------------------- | --------------------------------------------------- | --------------------------------- |
| 1977 | Tjun Tjun (1) Johan Wahjudi (1)        | Christian Hadinata Ade Chandra    | Bengt Fröman Thomas Kihlström                       | Ray Stevens Mike Tredgett         |
| 1980 | Ade Chandra (1) Christian Hadinata (1) | Hariamanto Kartono Rudy Heryanto  | Flemming Delfs Steen Skovgaard                      | Misbun Sidek Jalani Sidek         |
| 1983 | Steen Fladberg (1) Jesper Helledie (1) | Mike Tredgett Martin Dew          | Park Joo-Bong Lee Eun-Ku                            | Christian Hadinata Bobby Ertanto  |
| 1985 | Park Joo-Bong (1) Kim Moon-Soo (1)     | Li Yongbo Tian Bingyi             | Liem Swie King Hariamanto Kartono                   | Mark Christensen Michael Kjeldsen |
| 1987 | Li Yongbo (1) Tian Bingyi (1)          | Jalani Sidek Razif Sidek          | Jens Peter Nierhoff Michael Kjeldsen                | Park Joo-Bong Kim Moon-Soo        |
| 1989 | Li Yongbo (2) Tian Bingyi (2)          | Chen Kang Chen Hongyong           | Razif Sidek Jalani Sidek                            | Rudy Gunawan Eddy Hartono         |
| 1991 | Park Joo-Bong (1) Kim Moon-Soo (1)     | Jon Holst-Christensen Thomas Lund | Li Yongbo Tian Bingyi                               | Bagus Setiadi Imay Hendra         |
| 1993 | Ricky Subagja (1) Rudy Gunawan (1)     | Cheah Soon Kit Soo Beng Kiang     | Peter Axelsson Pär-Gunnar Jönsson                   | Chen Kang Chen Hongyong           |
| 1995 | Rexy Mainaky (1) Ricky Subagja (2)     | Jon Holst-Christensen Thomas Lund | Cheah Soon Kit Yap Kim Hock                         | Kim Dong-Moon Yoo Yong-Sung       |
| 1997 | Candra Wijaya (1) Sigit Budiarto (1)   | Yap Kim Hock Cheah Soon Kit       | Lee Dong-Soo Yoo Yong-Sung                          | Ricky Subagja Rexy Mainaky        |
| 1999 | Ha Tae-Kwon (1) Kim Dong-Moon (1)      | Lee Dong-Soo Yoo Yong-Sung        | Zhang Wei Zhang Jun                                 | Simon Archer Nathan Robertson     |
| 2001 | Tony Gunawan (1) Halim Haryanto (1)    | Ha Tae-Kwon Kim Dong-Moon         | Chew Choong Eng Chan Chong Ming                     | Choong Tan Fook Lee Wan Wah       |
| 2003 | Lars Paaske (1) Jonas Rasmussen (1)    | Candra Wijaya Sigit Budiarto      | Sang Yang Zheng Bo                                  | Fu Haifeng Cai Yun                |
| 2005 | Tony Gunawan (2) Howard Bach (1)       | Candra Wijaya Sigit Budiarto      | Luluk Hadiyanto Alvent Yulianto                     | Chan Chong Ming Koo Kien Keat     |
| 2006 | Fu Haifeng (1) Cai Yun (1)             | Anthony Clark Robert Blair        | Jens Eriksen Martin Lundgaard Hansen                | Lars Paaske Jonas Rasmussen       |
| 2007 | Markis Kido (1) Hendra Setiawan (1)    | Jung Jae-Sung Lee Yong-Dae        | Choong Tan Fook Lee Wan Wah                         | Shuichi Sakamoto Shintaro Ikeda   |
| 2009 | Fu Haifeng (2) Cai Yun (2)             | Jung Jae-Sung Lee Yong-Dae        | Mohd Zakry Abdul Latif Mohd Fairuzizuan Mohd Tazari | Koo Kien Keat Tan Boon Heong      |
| 2010 | Cai Yun (3) Fu Haifeng (3)             | Koo Kien Keat Tan Boon Heong      | Guo Zhendong Xu Chen                                | Markis Kido Hendra Setiawan       |
| 2011 | Cai Yun (4) Fu Haifeng (4)             | Ko Sung-Hyun Yoo Yeon-Seong       | Jung Jae-Sung Lee Yong-Dae                          | Mohammad Ahsan Bona Septano       |
| 2013 | Hendra Setiawan (2) Mohammad Ahsan (1) | Mathias Boe Carsten Mogensen      | Cai Yun Fu Haifeng                                  | Kim Ki-Jung Kim Sa-Rang           |
| 2014 | Ko Sung-Hyun (1) Shin Baek-Chol (1)    | Lee Yong-Dae Yoo Yeon-Seong       | Kim Ki-Jung Kim Sa-Rang                             | Mathias Boe Carsten Mogensen      |
| 2015 | Mohammad Ahsan (2) Hendra Setiawan (3) | Liu Xiaolong Qiu Zihan            | Lee Yong-Dae Yoo Yeon-Seong                         | Hiroyuki Endo Kenichi Hayakawa    |
| 2017 | Liu Cheng (1) Zhang Nan (1)            | Mohammad Ahsan Rian Agung Saputro | Takeshi Kamura Keigo Sonoda                         | Chai Biao Hong Wei                |
| 2018 | Li Junhui (1) Liu Yuchen (1)           | Takeshi Kamura Keigo Sonoda       | Chen Hung-Ling Wang Chi-Lin                         | Liu Cheng Zhang Nan               |
| 2019 | Mohammad Ahsan (3) Hendra Setiawan (4) | Takura Hoki Yugo Kobayashi        | Fajar Alfian Muhammad Rian Ardianto                 | Li Junhui Liu Yuchen              |

#### Nationsfordeling 1977-2019
| Land       | Guld | Sølv | Bronze | Total |
| ---------- | ---- | ---- | ------ | ----- |
| Indonesien | 10   | 5    | 9      | 24    |
| Kina       | 8    | 3    | 10     | 21    |
| Sydkorea   | 4    | 6    | 8      | 18    |
| Danmark    | 2    | 3    | 6      | 11    |
| USA        | 1    | -    | -      | 1     |
| Malaysia   | -    | 4    | 9      | 13    |
| England    | -    | 2    | 2      | 4     |
| Japan      | -    | 2    | 3      | 5     |
| Sverige    | -    | -    | 2      | 2     |
| Taiwan     | -    | -    | 1      | 1     |

### Damedouble
| VM   | Guld                                   | Sølv                                    | Bronze                                  | Bronze                                  |
| ---- | -------------------------------------- | --------------------------------------- | --------------------------------------- | --------------------------------------- |
| 1977 | Etsuko Toganoo (1) Emiko Ueno (1)      | Joke van Beusekom Marjan Ridder         | Margaret Lockwood Nora Perry            | Inge Borgstrøm Pia Nielsen              |
| 1980 | Nora Perry (1) Jane Webster (1)        | Verawaty Wiharjo Imelda Wiguna          | Karen Bridge Barbara Sutton             | Yoshiko Yonekura Atsuko Tokuda          |
| 1983 | Lin Ying (1) Wu Dixi (1)               | Nora Perry Jane Webster                 | Wu Jianqiu Xu Rong                      | Gillian Clark Gillian Gilks             |
| 1985 | Han Aiping (1) Li Lingwei (1)          | Lin Ying Wu Dixi                        | Kim Yun-Ja Yoo Sang-Hee                 | Kang Haeng-Suk Hwang Sun-Ae             |
| 1987 | Lin Ying (2) Guan Weizhen (1)          | Li Lingwei Han Aiping                   | Kim Yun-Ja Chung So-Young               | Chung Myung-Hee Hwang Hye-Young         |
| 1989 | Lin Ying (3) Guan Weizhen (2)          | Chung Myung-Hee Hwang Hye-Young         | Maria Bengtsson Christine Magnusson     | Sun Xiaoqing Zhou Lei                   |
| 1991 | Guan Weizhen (3) Nong Qunhua (1)       | Christine Magnusson Maria Bengtsson     | Shim Eun-Jung Gil Young-Ah              | Hwang Hye-Young Chung Soo-Young         |
| 1993 | Nong Qunhua (2) Zhou Lei (1)           | Chen Ying Wu Yuhong                     | Chung Soo-Young Gil Young-Ah            | Lotte Olsen Lisbet Stuer-Lauridsen      |
| 1995 | Gil Young-Ah (1) Jang Hye-Ock (1)      | Finarsih Lili Tampi                     | Qin Yiyuan Tang Yongshu                 | Helene Kirkegaard Rikke Olsen           |
| 1997 | Ge Fei (1) Gu Jun (1)                  | Qin Yiyuan Tang Yongshu                 | Eliza Nathanael Resiana Zelin           | Qiang Hong Liu Lu                       |
| 1999 | Ge Fei (2) Gu Jun (2)                  | Ra Kyung-Min Chung Jae-Hee              | Qin Yiyuan Gao Ling                     | Ann Jørgensen Majken Vange              |
| 2001 | Gao Ling (1) Huang Sui (1)             | Zhang Jiewen Wei Yili                   | Ra Kyung-Min Lee Kyung-Won              | Chen Lin Jiang Xuelian                  |
| 2003 | Gao Ling (2) Huang Sui (2)             | Wei Lili Zhao Tingting                  | Shizuka Yamamoto Seiko Yamada           | Rikke Olsen Ann-Lou Jørgensen           |
| 2005 | Yang Wei (1) Zhang Jiewen (1)          | Gao Ling Huang Sui                      | Zhang Dan Zhang Yawen                   | Lee Kyung-Won Lee Hyo-Jung              |
| 2006 | Gao Ling (3) Huang Sui (3)             | Zhang Yawen Wei Lili                    | Yang Wei Zhang Jiewen                   | Du Jing Yu Yang                         |
| 2007 | Yang Wei (2) Zhang Jiewen (2)          | Gao Ling Huang Sui                      | Zhang Yawen Wei Lili                    | Kumiko Ogura Reiko Shiota               |
| 2009 | Zhang Yawen (1) Zhao Tingting (1)      | Cheng Shu Zhao Yunlei                   | Du Jing Yu Yang                         | Ma Jin Wang Xiaoli                      |
| 2010 | Du Jing (1) Yu Yang (1)                | Ma Jin Wang Xiaoli                      | Cheng Shu Zhao Yunlai                   | Cheng Wen-Hsing Chien Yu-Chin           |
| 2011 | Wang Xiaoli (1) Yu Yang (2)            | Tian Qing Zhao Yunlei                   | Miyuki Maeda Satoko Suetsuna            | Jwala Gutta Ashwini Ponnappa            |
| 2013 | Wang Xiaoli (2) Yu Yang (3)            | Eom Hye-Won Jang Ye-Na                  | Christinna Pedersen Kamilla Rytter Juhl | Tian Qing Zhao Yunlei                   |
| 2014 | Tian Qing (1) Zhao Yunlei (1)          | Wang Xiaoli Yu Yang                     | Lee So-Hee Shin Seung-chan              | Reika Kakiiwa Miyuki Maeda              |
| 2015 | Tian Qing (2) Zhao Yunlei (2)          | Christinna Pedersen Kamilla Rytter Juhl | Nitya Krishinda Maheswari Greysia Polii | Naoko Fukuman Kurumi Yonao              |
| 2017 | Chen Qingchen (1) Jia Yifan (1)        | Yuki Fukushima Sayaka Hirota            | Misaki Matsutomo Ayaka Takahashi        | Kamilla Rytter Juhl Christinna Pedersen |
| 2018 | Mayu Matsutomo (1) Wakana Nagahara (1) | Yuki Fukushima Sayaka Hirota            | Shiho Tanaka Koharu Yonemoto            | Greysia Polli Apriyani Rahayu           |
| 2019 | Mayu Matsutomo (2) Wakana Nagahara (2) | Yuki Fukushima Sayaka Hirota            | Du Yue Lin Yinhui                       | Greysia Polli Apriyani Rahayu           |

#### Nationsfordeling 1977-2019
| Land       | Guld | Sølv | Bronze | Total |
| ---------- | ---- | ---- | ------ | ----- |
| Kina       | 20   | 13   | 15     | 48    |
| Japan      | 3    | 3    | 8      | 14    |
| Sydkorea   | 1    | 3    | 10     | 14    |
| England    | 1    | 1    | 3      | 5     |
| Indonesien | -    | 2    | 4      | 6     |
| Danmark    | -    | 1    | 7      | 8     |
| Sverige    | -    | 1    | 1      | 2     |
| Holland    | -    | 1    | -      | 1     |
| Taiwan     | -    | -    | 1      | 1     |
| Indien     | -    | -    | 1      | 1     |

### Mixed double
| VM   | Guld                                        | Sølv                                           | Bronze                                | Bronze                                      |
| ---- | ------------------------------------------- | ---------------------------------------------- | ------------------------------------- | ------------------------------------------- |
| 1977 | Steen Skovgaard (1) Lene Køppen (1)         | Derek Talbot Gillian Gilks                     | Mike Tredgett Nora Perry              | Billy Gilliland Joanne Flockhart            |
| 1980 | Christian Hadinata (1) Imelda Wiguna (1)    | Mike Tredgett Nora Perry                       | Steen Fladberg Pia Nielsen            | Steen Skovgaard Lene Køppen                 |
| 1983 | Thomas Kihlström (1) Nora Perry (1)         | Steen Fladberg Pia Nielsen                     | Mike Tredgett Karen Chapman           | Jiang Guoliang Lin Ying                     |
| 1985 | Park Joo-Bong (1) Yoo Sang-Hee (1)          | Stefan Karlsson Maria Bengtsson                | Nigel Tier Gillian Gowers             | Zhang Xinguang Lao Yujing                   |
| 1987 | Wang Pengren (1) Shi Fangjing (1)           | Lee Deuk-Choon Chung Myung-Hee                 | Martin Dew Gillian Gilks              | He Yiming Yang Xinfang                      |
| 1989 | Park Joo-Bong (2) Chung Myung-Hee (1)       | Eddy Hartono Verawaty Fajrin                   | Wu Chibing Yang Xinfang               | Wang Pengren Shi Fangjing                   |
| 1991 | Park Joo-Bong (3) Chung Myung-Hee (2)       | Thomas Lund Pernille Dupont                    | Jon Holst-Christensen Grete Mogensen  | Kang Kyung-Jin Shim Eun-Jung                |
| 1993 | Thomas Lund (1) Cathrine Bengtsson (1)      | Jon Holst-Christensen Grete Mogensen           | Nick Ponting Gillian Clark            | Aryono Miranat Eliza Nathanael              |
| 1995 | Thomas Lund (2) Marlene Thomsen (1)         | Jens Eriksen Helene Kirkegaard                 | Jan-Eric Antonsson Astrid Crabo       | Liu Jianjun Ge Fei                          |
| 1997 | Liu Yong (1) Ge Fei (1)                     | Jens Eriksen Marlene Thomsen                   | Trikus Heryanto Minarti Timur         | Michael Søgaard Rikke Olsen                 |
| 1999 | Kim Dong-Moon (1) Ra Kyung-Min (1)          | Simon Archer Joanne Goode                      | Liu Yong Ge Fei                       | Michael Søgaard Rikke Olsen                 |
| 2001 | Zhang Jun (1) Gao Ling (1)                  | Kim Dong-Moon Ra Kyung-Min                     | Michael Søgaard Rikke Olsen           | Jens Eriksen Mette Schjoldager              |
| 2003 | Kim Dong-Moon (2) Ra Kyung-Min (2)          | Zhang Jun Gao Ling                             | Jonas Rasmussen Rikke Olsen           | Chen Qiqiu Zhao Tingting                    |
| 2005 | Nova Widianto (1) Liliyana Natsir (1)       | Xie Zhongbo Zhang Yawen                        | Daniel Shirley Sara Runesten-Petersen | Sudket Prapakamol Saralee Thungthongkam     |
| 2006 | Nathan Robertson (1) Gail Emms (1)          | Anthony Clark Donna Kellogg                    | Koo Kien Keat Wong Pei Tty            | Sudket Prapakamol Saralee Thungthongkam     |
| 2007 | Nova Widianto (2) Liliyana Natsir (2)       | Zheng Bo Gao Ling                              | Xie Zhongbo Zhang Yawen               | Flandy Limpele Vita Marissa                 |
| 2009 | Thomas Laybourn (1) Kamilla Rytter Juhl (1) | Nova Widianto Liliyana Natsir                  | Lee Yong-Dae Lee Hyo-Jung             | Joachim Fischer Nielsen Christinna Pedersen |
| 2010 | Zheng Bo (1) Ma Jin (1)                     | He Hanbin Yu Yang                              | Ko Sung-Hyun Ha Jung-eun              | Lee Sheng-Mu Chien Yu-Chin                  |
| 2011 | Zhang Nan (1) Zhao Yunlei (1)               | Chris Adcock Imogen Bankier                    | Xu Chen Ma Jin                        | Tontowi Ahmad Liliyana Natsir               |
| 2013 | Tontowi Ahmad (1) Liliyana Natsir (3)       | Xu Chen Ma Jin                                 | Shin Baek-Cheol Eom Hye-Won           | Zhang Nan Zhao Yunlei                       |
| 2014 | Zhang Nan (2) Zhao Yunlei (2)               | Xu Chen Ma Jin                                 | Liu Cheng Bao Yixin                   | Joachim Fischer Nielsen Christinna Pedersen |
| 2015 | Zhang Nan (3) Zhao Yunlei (3)               | Liu Cheng Bao Yixin                            | Tontowi Ahmad Liliyana Natsir         | Xu Chen Ma Jin                              |
| 2017 | Tontowi Ahmad (2) Liliyana Natsir (4)       | Zheng Siwei Chen Qingchen                      | Chris Adcock Gabrielle Adcock         | Lee Chun Hei Reginald Chau Hoi Wah          |
| 2018 | Zheng Siwei (1) Huang Yaqiong (1)           | Wang Yilju Huang Dongpin                       | Zhang Nan Li Yinhui                   | Tang Chun Man Tse Ying Suet                 |
| 2019 | Zheng Siwei (2) Huang Yaqiong (2)           | Dechapol Puavaranukroh Sapsiree Taerattanachai | Yuta Watanabe Arisa Higashino         | Wang Yilju Huang Dongping                   |

#### Nationsfordeling 1977-2019
| Land        | Guld | Sølv | Bronze | Total |
| ----------- | ---- | ---- | ------ | ----- |
| Kina        | 9    | 9    | 15     | 33    |
| Indonesien  | 5    | 2    | 5      | 12    |
| Sydkorea    | 5    | 2    | 4      | 11    |
| Danmark     | 3½   | 5    | 10     | 18½   |
| England     | 1½   | 4½   | 6      | 12    |
| Sverige     | 1    | 1    | 1      | 3     |
| Thailand    | -    | 1    | 2      | 3     |
| Skotland    | -    | ½    | 1      | 1½    |
| Hongkong    | -    | -    | 2      | 2     |
| Malaysia    | -    | -    | 1      | 1     |
| New Zealand | -    | -    | 1      | 1     |
| Japan       | -    | -    | 1      | 1     |
| Taiwan      | -    | -    | 1      | 1     |